# Ergo pojišťovna
ERGO pojišťovna, a.s. je pojišťovna, která působí v České republice v oblasti mnoha druhů pojištění, od životního přes majetkové po cestovní a další, od roku 1994 (do roku 2012 VICTORIA) a je v podstatě odnoží mezinárodní skupiny ERGO Versicherungsgruppe AG, která patří k největším pojišťovacím skupinám v Evropě.